# Jérémie-Jacques Oberlin
Jérémie-Jacques Oberlin (Estrasburg, 1735 - 1806) fou un filòleg i arqueòleg alsacià. Estudià al gymnasium d'Estrasburg, on fou deixeble de Johann Daniel Schoepflin. Es doctorà en filosofia el 1758 i en teologia el 1759. El 1764 fou nomenat bibliotecari adjunt de la Universitat d'Estrasburg, on hi donà classes de llatí, i el 1770 succeí el seu pare com a professor al gimnàsium. El 1778 fou nomenat professor de filosofia a la Universitat, i el 1782 de lògica i metafísica.
Durant la Revolució Francesa fou nomenat administrador de la ciutat d'Estrasburg i del departament del Baix Rin, però el 1793 fou arrestat sota acusacions infundades i tancat a la presó de Metz, d'on en fou alliberat després del cop del 9 de thermidor. Després fou nomenat bibliotecari de l'escola del Baix Rin, on va fer edicions d'obres de Tàcit i Juli Cèsar i publicà algunes estudis sobre l'alsacià. Va morir d'una apoplexia.

## Obres
- Essai sur le patois lorrain des environs du comté du Ban-de-la-Roche (1775)
- Dissertations sur les Minnesingers (1782-1789)
- Observations concernant le patois et les mœurs des gens de la campagne (1798)